# MBH Gondoskodás Nyugdíjpénztár
Az MBH Gondoskodás Nyugdíjpénztár (korábban: MKB Nyugdíjpénztár) egy magyarországi önkéntes nyugdíjpénztár. Célja, hogy tagjai számára nyugdíjcélú megtakarítási lehetőséget biztosítson, elősegítve ezzel a lakosság pénzügyi tudatosságát és öngondoskodását. A pénztár tagjainak száma 2024 végén 67.100 fő volt.

## Története
A pénztárt 1996-ban alapították. Az évek során több átalakuláson ment keresztül, legutóbb 2023-ban, amikor az MBH Bank megalakulásával összhangban felvette a jelenlegi nevét. A névváltás egy szélesebb körű márkaintegráció része volt, amely a pénzügyi csoport egységes megjelenését és ismertségét szolgálta.

## Szolgáltatások
A nyugdíjpénztár egy hosszú távú, biztonságos megtakarítási forma, amely kiemelkedő hozamlehetőségeket kínál a befizetett összegek befektetésével elősegítve a nyugdíjas évekre történő anyagi felkészülést. A pénztár tagjai számára nyugdíjcélú megtakarítási lehetőséget kínál, amelyhez számos előny kapcsolódik. A befizetések után a tagok évi legfeljebb 150.000 forintig terjedő, 20%-os személyi jövedelemadó-visszatérítésre jogosultak, amely jelentős ösztönzést jelent az öngondoskodásra. A befizetések összege rugalmasan alakítható, így a tagok saját élethelyzetükhöz igazíthatják a megtakarításaikat. A legalább három éve fennálló tagság esetén lehetőség nyílik tagi kölcsön igénylésére is, amely egyedi feltételekkel vehető igénybe. A korszerű digitális megoldásoknak köszönhetően a pénztár online lehetőségeket biztosít, többek között a belépésre vagy egyéb ügyintézésre.

## Hozamok és portfóliók
A pénztár 10, 15 és 20 éves szinten is pozitív reálhozamokat ért el. Az MBH Gondoskodás Nyugdíjpénztár portfóliói 2024-ben infláció feletti, 5,66%-16,23%, azaz reálértelemben is pozitív hozamot értek el, így a tagok nyugdíjcélú megtakarításai reálértékben is gyarapodtak.
A pénztártagok öt különböző portfólió közül válaszhatnak, megtakarításukat egyszerre két portfólióban is megoszthatják, tetszőleges arányban. Így befektetéseiket egyéni élethelyzetükhöz és kockázatvállalási hajlandóságukhoz igazíthatják. A portfóliók eltérő hozam- és kockázati szinteket kínálnak: a Klasszikus portfólió a biztonságra és a tőke megőrzésére helyezi a hangsúlyt, míg a Lendületes portfólió nagyobb részvényarányával a magasabb hozam elérését célozza meg. A kínálatban megtalálható továbbá a Kiegyensúlyozott, a Növekedési és a Kiszámítható portfólió is, így mindenki megtalálhatja a számára legmegfelelőbb megtakarítási formát.

## Kapcsolódás más pénztárakhoz
Az MBH Gondoskodás Nyugdíjpénztár mellett működik az MBH Gondoskodás Egészségpénztár is, amely szintén az MBH Bank Csoporthoz tartozik. A két pénztár összehangolt kommunikációval és kampányokkal segíti a pénzügyi tudatosság és a hosszú távú öngondoskodás népszerűsítését.